# 刀背藏身
《刀背藏身》是一齣2017年的中國武俠電影，由徐皓峰編劇及執導，改編自徐的同名小說。演員有許晴、春夏和張傲月等。

## 劇情簡介
二十世紀三十年代初的中日長城會戰中，中方軍隊取得勝利。電影圍繞著在戰爭中殺敵制勝的「長城刀法」的起源問題漸進展開，描述了傳奇刀術的生死較量，武林人士的俠義風骨，以及大時代裡的愛恨糾纏。

## 演員
- 許晴 飾 阚智慧
- 春夏 飾 青青
- 張傲月 飾 孔鼎義
- 黃覺 飾 假沈飛雪
- 耿樂 飾 二堡
- 陳觀泰 飾 孔老爺子
- 李光潔 飾 沈飛雪
- 李博
- 熊欣欣
- 麥子

## 獎項及提名
| 獎項                     | 類別             | 被提名或得奬者 | 結果 | 參考  |
| ------------------------ | ---------------- | -------------- | ---- | ----- |
| 第41屆蒙特利爾世界電影節 | 最佳藝術貢獻     | 刀背藏身       | 獲獎 | [ 2 ] |
| 第54屆金馬影展           | 最佳新演員       | 張傲月         | 提名 | [ 3 ] |
| 第54屆金馬影展           | 最佳改編劇本     | 徐皓峰         | 提名 | [ 3 ] |
| 第54屆金馬影展           | 最佳動作設計     | 徐皓峰         | 提名 | [ 3 ] |
| 第54屆金馬影展           | 最佳原創電影音樂 | 安巍           | 提名 | [ 3 ] |

## 外部連結
- 互联网电影数据库（IMDb）上《刀背藏身》的资料（英文）
- 时光网上《刀背藏身》的資料（简体中文）